# Орёл-яйцеед
Орёл-яйцеед (лат. Ictinaetus malaiensis) — вид хищных птиц из семейства ястребиных; выделяемый в монотипический род Ictinaetus. Известен своим пристрастием к питанию птичьими яйцами. 

## Описание
Размеры взрослой особи 50—81 см. Отличается довольно изящным телосложением, относительно малой массой тела и очень длинными крыльями. Отличается относительно слабым клювом. На затылке находится небольшой хохолок. Хвост длинный. Окраска взрослых птиц чёрная, только под глазами находится белое пятно. Надхвостье серого цвета с белым поперечным рисунком. Окраска хвоста чёрная с серыми поперечными полосами. Клюв сероватый, радужка тёмно-бурая, ноги жёлтые.
В полёте хорошо заметны длинные маховые перья, далеко отведённые друг от друга. Такая особенность позволяет орлу двигаться в воздухе с очень маленькой скоростью, отыскивая добычу в кронах деревьев.

## Ареал
Ареал охватывает территории следующих стран: Бангладеш, Бутан, Бруней, Камбоджа, Китай, Индия, Индонезия, Лаос, Малайзия, Мьянма, Непал, Пакистан, Шри-Ланка, Тайвань, Таиланд, Вьетнам. Также обитает на острове Сулавеси и Молуккских островах.

## Биология
Рацион орла-яйцееда является довольно широким и включает в себя крупных насекомых, мелких млекопитающих (включая летучих мышей), рептилий и других птиц. Однако основу рациона составляют птичьи яйца и находящиеся в гнёздах птенцы. Порой орёл уносит птичье гнездо целиком, чтобы в укромном месте съесть его содержимое. Особенности строения его лап хорошо приспособлены к этому — внешние пальцы и когти на них очень малы, зато на всех остальных пальцах когти отличаются чрезвычайной длиной.
Иногда орла-яйцееда можно наблюдать на открытой местности, где он отыскивает добычу, летая низко над поверхностью земли.
Оседлая птица. Гнездится на деревьях. Обычно в кладке 1 или 2 яйца с пёстроокрашенной скорлупой.

## Подвиды
Выделяют два подвида:
- I. m. perniger — северная и южная Индия, Непал, Бутан, Шри-Ланка;
- I. m. malaiensis — Бирма, южный Китай, полуостров Индокитай, Индонезия